# Smegma (Band)
Smegma war eine deutsche Oi!-Band. Musikalisch bietet sie in allen Veröffentlichungen sehr geradlinigen, unpolitischen Oi!-Punk, der bis auf wenige Ausnahmen deutschsprachige Texte enthält.

## Bandgeschichte
Smegma wurde im Jahr 1992 in Bad Bramstedt (Schleswig-Holstein) gegründet und war Mitte der 1990er Jahre eine der ersten deutschsprachigen Oi!-Bands, die ausdrücklich gegen rechtes Gedankengut Position einnahm. In der Szene wird sie zu einem sehr wichtigen Teil der antifaschistischen Skinheadbewegung der 1990er Jahre gezählt. Slogan der Band ist Punx & Skins United.
1999 wirkten Smegma als Musikgruppe „rOi!mkommando“ am Film Oi!Warning mit und beteiligten sich am Soundtrack.
Die Band hat sich mittlerweile aufgelöst. Nach Angaben auf ihrer Myspace-Seite wird es keine Reunion von Smegma geben. Zum Zwecke der Promotion ihrer Kompilation Gehalt, Hab und Gut im Jahr 2009 gab die Band dennoch vereinzelte Konzerte (Force Attack/Total-Oi!).

## Diskografie

### Alben
- Schrammel Oi!, LP/CD (Scumfuck Mucke 1996)
- Gehalt, Hab und Gut (Kompilation), CD/ Doppel-LP (True Rebel/ Knock Out Records 2009)

### EPs
- Gewalt, Hass & Wut, EP (Red Rosetten Records 1993)
- Disco Queen, EP/ Maxi-CD + Bonustracks (Red Rosetten Records 1994)
- Oi! the split!, Split-EP mit Loikaemie (Knock Out Records 1998)
- Nachspielzeit, EP/ Maxi-CD + Bonustracks (Scumfuck Mucke 2000)